# Let za Rio
Let za Rio (eng. Flying Down to Rio) je glazbeni film filmske kuće RKO izdan 29. prosinca 1933.
Film je režirao Thornton Freeland, a producirali su ga Merian C. Cooper i Lou Brock. Scenarij temeljen na priči Loua Brocka i predstave Anne Caldwell su napisali Erwin S. Gelsey, H.W. Hanemann i Cyril Hume. Glazbu je napisao Max Steiner. 
Glavne uloge imali su Dolores del Rio i Gene Raymond, ali danas je prvenstveno poznat po suradnji Freda Astairea i Ginger Rogers koji su u tom filmu imali relativno male uloge,a kasnije su zajedno snimili još 9 filmova.Let za Rio upamćen je po Carioci, njihovom prvom zajedničkom plesu na filmu  
Film je bio nominiran za Oscara za Najbolju pjesmu (Vincent Youmans, Edward Eliscu, Gus Kahn) - "La Carioca".

## Vanjske poveznice
- Let za Rio u internetskoj bazi filmova IMDb-a